# Erythrops alboranus
Erythrops alboranus is een aasgarnalensoort uit de familie van de Mysidae. De wetenschappelijke naam van de soort is voor het eerst geldig gepubliceerd in 1989 door Bacescu.